# ميخائيل كوماروف
ميخائيل كوماروف (بالروسية: Комаров, Михаил Юрьевич)‏ هو لاعب كرة قدم روسي في مركز حراسة المرمى، ولد في 3 أبريل 1984 في موسكو في روسيا. لعب مع دينامو موسكو وسيبير نوفوسيبيريسك ولوخ إينيرجيا فلاديفوستوك ونادي خيمكي ونادي فولغا نيجني نوفغورود.

## وصلات خارجية
- ميخائيل كوماروف على موقع قاعدة بيانات كرة القدم.إي يو (الإنجليزية)
- ميخائيل كوماروف على موقع Soccerway.com (الإنجليزية)